# Ляхово (Польща)
Ляхово (пол. Lachowo) — село в Польщі, у гміні Кольно Кольненського повіту Підляського воєводства.
Населення — 511 осіб (2011).
У 1975-1998 роках село належало до Ломжинського воєводства.

## Демографія
Демографічна структура станом на 31 березня 2011 року:
|          | Загалом | Допрацездатний вік | Працездатний вік | Постпрацездатний вік |
| -------- | ------- | ------------------ | ---------------- | -------------------- |
| Чоловіки | 241     | 68                 | 146              | 27                   |
| Жінки    | 270     | 63                 | 132              | 75                   |
| Разом    | 511     | 131                | 278              | 102                  |